# Уаланьє
Уаланьє (ісп. Hualañé) — місто в Чилі. Адміністративний центр однойменної комуни. Населення - 5 198 осіб (2002). Місто і комуна входить до складу провінції Курико і регіону Мауле.
Територія — 629 км². Чисельність населення - 9657 мешканців (2017). Щільність населення— 15,4 чол./км².

## Розташування
Місто розташоване за 51 км на північ від адміністративного центру області міста Талька та за 53 км на захід від адміністративного центру провінції міста Куріко.
Комуна межує:
- на півночі — з комунами Паредонес, Лололь, Чепіка
- на сході — з комуною Рауко
- на півдні - з комуною Саграда-Фамілія
- на південному заході - з комуною Курепто
- на заході — з комуною Вічукен